# Мисливець на скаменілості
«Мисливець на скаменілісті» (англ. Fossil Hunter) — науково-фантастичний роман канадського письменника Роберта Соєра, в якому події відбувається на планеті, населеною розумними тиранозаврами Квінтагліо. Є другою частиною трилогії «Прихід Квінтагліо»: першою є «Далекоглядний» (1992 рік), третьою — «Іноземець» (1994 рік). Вперше видано у 1993 році, перевидано у 2005 році. Разом з основною лінією, йде розповідь від Споглядача, що пояснює створення світу квінтагліо.

## Зміст

### Основна лінія
Події відбувається на землеподібному місяці, що має орбіту на кшталт газової планети. Сюди 65 млн років тому інопланетяни перенесли тиранозаврів та інших істо пізньокрейдяного періоду. При цьому тиранозаври створили розумну цивілізацію Квінтагліо. Події другої частини відбувається десь через 16 років після подій першої. Афсан Далекоглядний не шукає реальне місце Квінтагліо у Всесвіті, ларскіанська віра була скасована та відновлено поклоніння Справжнім П'ятьма Мисливцям. Водночас Дибо стає імператором, Афшан — придворним астрологом, Новато призначено відповідальним для відготовку Виходу Квінтагліо, оскільки зрозуміло, що їх теперішній світ руйнується. Тороку, синові Афсан і Новато доручено провести перевірку ресурсів, що є в наявності, для підготовки Виходу.
Під час робот Торока в провінції Фра'Толар знаходиться незвичайний синій метал, що є міцнішим за алмаз. Останній виглядає як механічний, з рухомими частинами, але занадто давній, щоб бути виготовленим Квінтагліо. Торока також починає звертати увагу на факти, які заперечують його віру в походження світу, як це викладено в Любалі. Схоже, що світ стає набагато старшим за 5000 кілоднів, через те, що швидкість ерозії є занадто повільною, і під час експедиції на Південний полюс він знаходить, що той повністю населений багатьма унікальними типами птерозаврів. Торока висуває гіпотезу, що вони розвинулися зі спільного родоначальника птерозаврів. При цьому висуває нову теорію еволюції, за яким тиранозаври та інші тварини виникли одночасно.
В цей час Родлокс, губернатор провінції Едз'Тулар, висуває свої претензії на трон. Віе вказує, що згідно традицій найсильніша дитина Імператриці повинна стати новим імператором, а не найслабкіша. Родлокс заявив, що він брат Дибо і є найсильнішим. тому трон належить йому. В результаті частина кровних священників переходить на бік Родлокса, а кровного настоятеля імператора вигоняють. В результаті втрачено контроль за народжуваністю, яка збільшується у 8 разів. В свою чергу такі події ведуть до боротьби за території між Квінтагліо. За порадою Афсана задля наведення ладу Дибо оголошує, що усім 8 дітей імператриці мають право на трону й тому можуть між собою за нього змагатися. Це зроблено для того, щоб збільшити шанси Дибо на перемогу, оскільки в герці з Родлоксом він напевне програє.
Афсан готує Дибо до битви, але в цей час дізнається, що одного з його дітей було вбито, її горло розрізано шматочком зламаного дзеркала. Афсан проводить розслідування, щоб спробувати знайти вбивцю. Торока вважає себе все більш привабливим для Бабнол, члена геологорозвідувальної групи. Бабнол, у свою чергу, турбується про одержимість Торока синім артефактом, і вона пробирається в каюту, викрадає синій метал і скидає його за борт. Команда геологічних досліджень має повернутися до того місця, де було попередньо знайдено цей камінь, щоб спробувати знайти інший.
Не вирішеність політичної суперечки призводить о громадського протистояння. Зрештою вибухає боротьба за землю, внаслідок якого багато квінтагліо гине. Дибо розуміє, що потрібно за будь-яку ціну повернути кровних священників, які відновлять контрольованість населення. Торока з групою шукає камінь. Для прискорення результати вирішує підірвати скелю. Внаслідок вибуху звільняється величезний предмет синього кольору з подвійними дверима. В середині дослідники знаходять муміфіковані залишки неземного і різних істот, що тепер є вимерлими у світі Квінтаглао.
Водночас вбито ще одну дитину Афсана, який зрештою дізнається, що це вчинив син Драутуд, який страждає на параною. він вважав, що усі його брати і сестри прийдуть вбити. Тому після зізнає випиває отруту. Невдовзі наступає час битви: проти Дибо, Родлокса та його братів виступає великий королівський тиранозавр на прізвисько «Чорна смерть». Останній вбиває усіх, окрім Дибо. Тому не маючи змоги протистояти, присідає та імітує ревіння молодого королівського тиранозавра. Чорна смерть приймає Дибо за дитину королівського тиранозавра й відступає. Дибо визнано переможцем, який відновлює кровних священників. також знаходить імператорського священника, який перед смертю розповідає Дибо, що той був найслабшим. Втім священники вирішили порушити закон, бо практика обрання імператором найсильнішого призводило до надмірної агресії Квінтагліо. За пропозицією афсан Торока призначено новим імператорським кровним священником.
Тим часом Ваб-Новато на основі знайденого групою Торока механізм таємничих померлих іноземців, робить прототипи літаючих засобів. Невдовзі Квінтагліо здійснюють свій перший політ у небі. Подальші дослідження виявили, що Торока знайшов інопланетний космічний корабель. На ньому перенесено звідкись усіх мешканців планети, де мешкають Квінтагліо. Це пояснюють відсутність розвитку істот. Наприкінці роману Дибо оголошує, що вони йдуть до зірок, повертаються додому.

### Споглядач
Він був позаземним істотою, яка існувало у Всесвіті до народження усього теперішнього. Оскільки воно могло існувати лише на окремих планетах, Споглядач, використовуючи воронки темної матерії, перевозив живих істот з одного світу до іншого, де були більш придатні умови. Водночас намагався поширити життя всесвітом. Через мільйони років виникла цивілізації Дзіжаків, що утворилася з виду Опабінія. Споглядач вивчив їх просту мову, а потім встанови контакти з дзіжиками малюючи слова в небі. Серед дзіжаків затвердилася віра у Споглядача.
Також виявилося життя на планеті «Тигль», де утворилися два потужник види: ссавців і динозаврів. Споглядач вирішив, що там може розвинутися лише один, тому вирішив перенести динозаврів на іншу планету. Споглядач спрямував дзіжаків на синьому космічному кораблі, щоб зібрати динозаврів та інші схожі великі форми життя, але без ссавців. Після переселення Споглядач відправив на Тигль метеорит, що знищив решту динозаврів.
На новій планеті за допомогою генної інженерії Споглядач вирішив прискорити еволюцію Для чого було обрано тиранозаврів, а не троодонів, як пропонувати дзіжакі. Втім було вирішено обрати середніх представників з підродини тиранозаврин — Нанотиран. завдяки зміни ДНК останні перетворилися на квінтагліо.
Проте подальші експерименти перервала ядерна війна серед дзіжаків. Незабаром загинуло більшість кораблів. Деякі дзіжакі врятувалися на космічних ковчегах. Проте останній з них загинув, врізавшись в планету Квінтагліо. Тепер Споглядач нічого не може зробити, окрім того, що сподіватися, що Квінтагліо зумів відновити технології дзіжаків.

## Нагороди
- премія «ГОМер» 1993 року